# Ходжагулыев, Ровшен Джепбаргулыевич
Ровше́н Джепбаргулы́евич Ходжагулы́ев (туркм. Röwşen Jepbargulyýewiç Hojagulyýew) — туркменский государственный деятель, бывший хяким Ахалского велаята. Вступил в должность 14 июля 2023 года. До этого занимал должность хякима этрапа Ак бугдай Ахалского велаята.
В феврале 2024 года возглавил туркменскую делегацию в Иране.
29 июля 2024 года отстранён от должности в связи с переходом на другую работу.
По данным Turkmen.news, потребовал от жителей Аннау перекрасить дома, крыши и ворота.